# محمد ولد جبريل
محمد ولد جبريل وزير موريتاني سابق يحمل شهادة الدكتوراه ويعمل أستاذاً للمعلوماتية في كلية العلوم والتقنيات بجامعة نواكشوط.